# Dirk Jan de Geer
Dirk Jan de Geer (ur. 14 grudnia 1870 w Groningen, zm. 28 listopada 1960 w Soest) – holenderski szlachcic, prawnik, konserwatywny polityk i dwukrotny premier Holandii. Popierał pokojowe rozwiązanie sporu pomiędzy Królestwem Niderlandów a nazistowskimi Niemcami w 1940.

## Życiorys
W 1895 roku de Geer został doktorem prawa. Po zdobyciu tego tytułu pracował jako dziennikarz. Był także radnym Rotterdamu w latach 1901–1907. Od 1907 był parlamentarzystą z ramienia CHU (Christelijk Historische Unie). Przed wojną był szanowanym politykiem. W latach 1920–1921 był burmistrzem Arnhem, a od 1921 do 1923 ministrem finansów. Od 1925 do 1926 pełnił funkcję ministra spraw wewnętrznych oraz rolnictwa. 8 marca 1926 po raz pierwszy został premierem Holandii. Był nim do 10 sierpnia 1929. W międzyczasie (lata 1926–1933) ponownie zajmował stanowisko ministra finansów. 10 sierpnia 1939 po raz drugi zastąpił Hendrikusa Colijna na stanowisku premiera Holandii, równocześnie będąc ministrem finansów i spraw generalnych. 10 maja 1940 Niemcy zaatakowali Holandię. Sytuacja stała się bardzo poważna, więc rząd wyleciał do Londynu. Tam de Geer próbował negocjować pokój między Holandią i III Rzeszą. W ten sposób znacznie obniżył morale Holandii i notowania rządu. Ostatecznie został usunięty ze stanowiska przez królową Wilhelminę i zastąpiony przez Gerbrandy’ego. Później został wysłany z misją dyplomatyczną do Indii Wschodnich. Nigdy tam nie dotarł – podczas postoju w Portugalii wysiadł i wrócił do swojej rodziny do Holandii za zezwoleniem Niemiec. To rozwścieczyło Wilhelminę, która nazwała go zdrajcą i dezerterem. 29 października 1947 został skazany na rok więzienia w zawieszeniu na trzy lata. W tym samym roku stracił stanowisko ministra stanu, które zajmował od 1933. Zmarł 28 listopada 1960 w Soest.

## Życie prywatne
De Geer był synem pastora Esquire’a Louisa de Geera i Petronelli Elisabeth Beckeringh. Miał żonę Marię, z którą wziął ślub 8 listopada 1904 w Voorhoeve. Para miała dwóch synów i trzy córki. Jego wnukiem jest piłkarz Boudewijn de Geer, a prawnukiem Mike de Geer.